# اشتفان کونستانتین براریو
اشتفان کونستانتین براریو (رومانیایی: Ștefan Constantin Berariu؛ زادهٔ ۱۴ ژانویهٔ ۱۹۹۹) قایقران روئینگ اهل رومانی است.
وی در مسابقات کشوری و بین‌المللی در مجموع برندهٔ ۱ مدال طلا، ۳ مدال نقره شده‌است.